# SN 1968J
SN 1968J – niepotwierdzona supernowa odkryta 16 maja 1968 roku w galaktyce PGC0050284. W momencie odkrycia miała maksymalną jasność 16,00m.